# Paweł Mąciwoda
Paweł Mąciwoda (* 20. února 1967, Wieliczka, Polsko) je polský baskytarista, který se nejvíce proslavil v roce 2003, kdy se přidal k rockové skupině Scorpions.